# Kościół św. Wojciecha w Cieszanowie
Kościół świętego Wojciecha – rzymskokatolicki kościół parafialny należący do dekanatu Cieszanów diecezji zamojsko-lubaczowskiej.

## Architektura
Pierwotnie była to murowana jednonawowa, barokowa świątynia ukończona w 1800 roku. Została konsekrowana przez biskupa przemyskiego Franciszka Piszteka w 1837 roku. W 1901 roku   została rozbudowana o dwie nawy boczne i została dobudowana do niej wieża. Podczas I wojny światowej zawaliło się sklepienie nawy głównej, które później zostało odbudowane. Wnętrze nakryte jest sklepieniem kolebkowym, natomiast zakrystia i skarbczyk są nakryte sklepieniem krzyżowo - kolebkowym. 

## Wyposażenie
Ołtarz główny został wykonany przez artystę rzeźbiarza Józefa Aszklara do 1898. Jest drewniany polichromowany, posiada dużo bieli i złoceń, został odrestaurowany w 1996 roku. W ołtarzu znajduje się obraz Matki Bożej z Dzieciątkiem na srebrzonej i złoconej sukience z napisem z 1863 roku.
- Na zasuwie znajduje się oryginalny obraz św. Wojciecha, ubranego w habit zakonny.
- Figury boczne przedstawiają: św. Stanisława Biskupa i Męczennika oraz św. Kazimierza Królewicza.
- Tabernakulum metalowe zostało wykonane we Lwowie.
- Obrazy w prezbiterium przedstawiają: św. Stanisława Kostki i św. Mikołaja.
- Ołtarze boczne zostały wykonane z drewna.
- W lewej nawie znajduje się rzeźba Pana Jezusa ukrzyżowanego,
- W prawej nawie znajduje się obraz św. Józefa z Dzieciątkiem.
- Na ołtarzu znajduje się rzeźba złożona z trzech figur. Figury te przedstawiają: Matkę Bożą Różańcową, św. Dominika i św. Teresę (ten tryptyk rzeźbiony został wykonany jeszcze w czasach Dominikanów).
- Po lewej stronie nawy głównej jest umieszczona drewniana rzeźbiona ambona z baldachimem,
- Po prawej stronie nawy głównej, w ołtarzu znajdują się:
  - rzeźba Pana Jezusa z otwartym Sercem
  - kamienna chrzcielnica z przełomu XVII i XVIII wieku, nakryta złoconą koroną
  - szesnaście ławek dębowych wykonanych w 1954 roku.
- W oknach naw bocznych są umieszczone witraże wykonane w 1952 roku przez firmę Zelińskich w Krakowie. Są na nich przedstawieni: św. Stanisław Kostka, bł. Jakub Strzemię, św. Anna, św. Wojciech, św. Kazimierz, św. Teresa od Dzieciątka Jezus, św. Józef i Matka Bożą Różańcowa.
- Na chórze są umieszczone 10 głosowe organy wykonane w 1923 roku przez Rudolfa Hasse we Lwowie. Instrument jest po gruntownym remoncie wykonanym w 1996 roku przez firmę Andrzeja Madeja z Lublina[3].

## Galeria

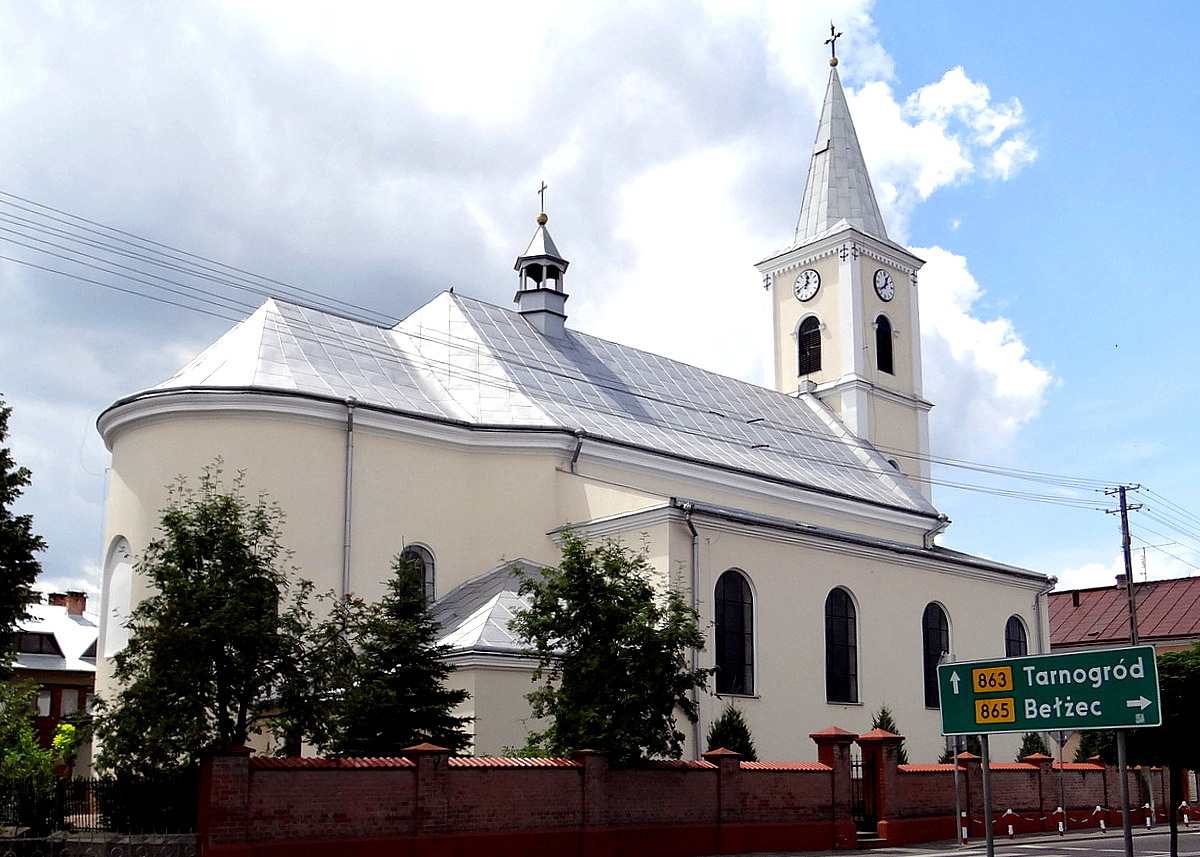
Widok od prezbiterium
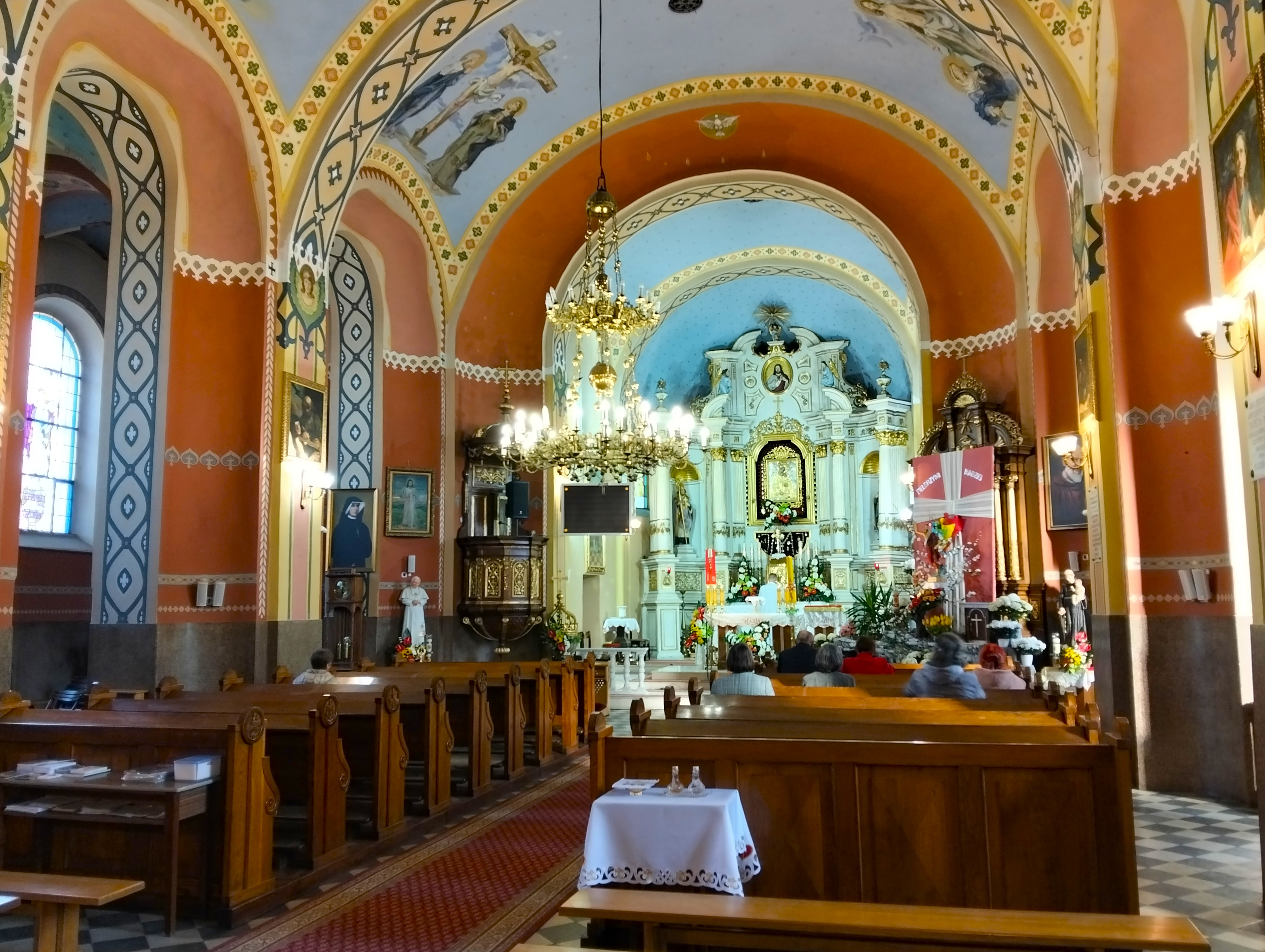
Wnętrze
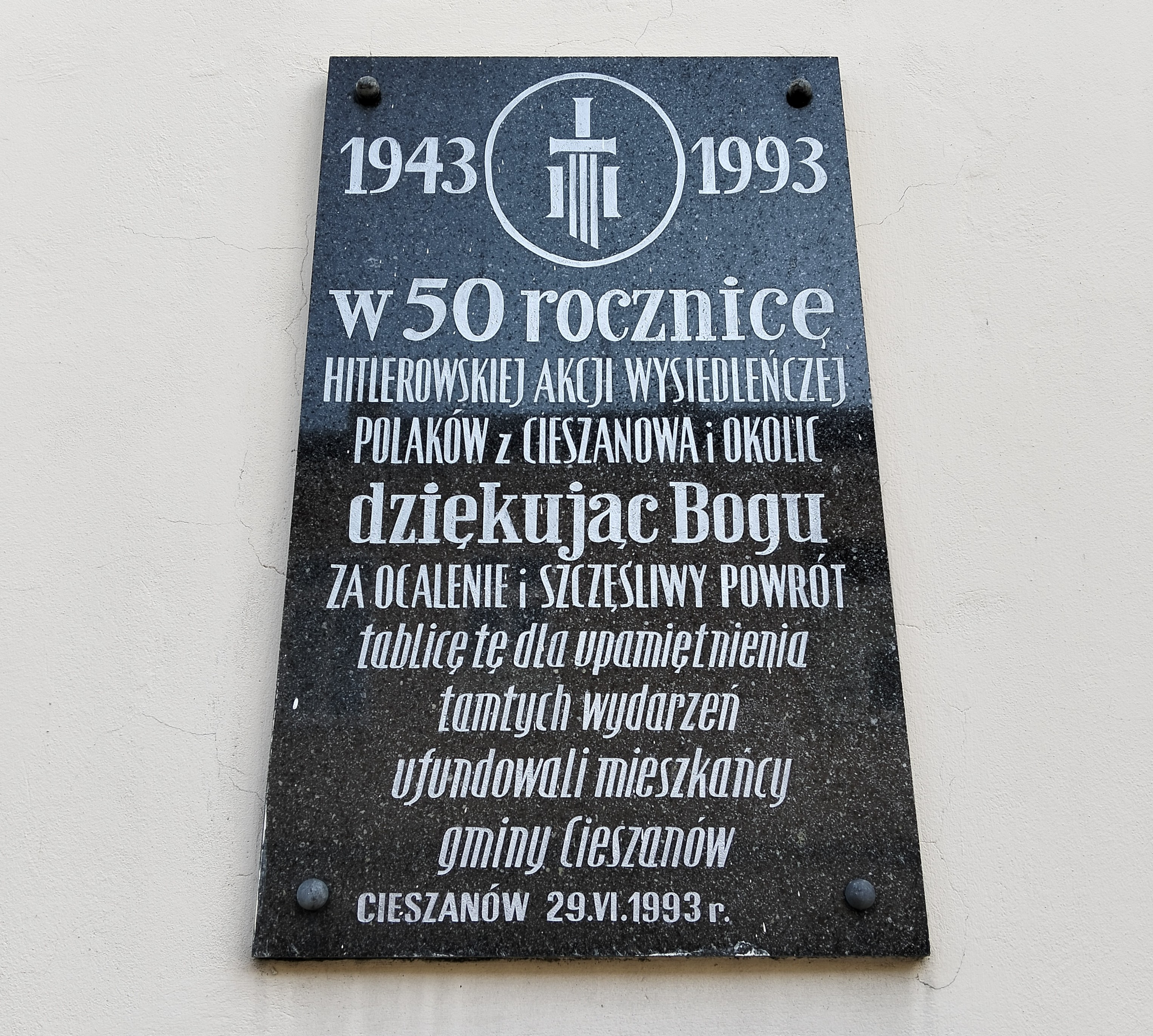
Tablica wysiedleńcza